# Баккал, Отман
О́тман Бакка́л (нидерл. Otman Bakkal; род. 27 февраля 1985, Эйндховен, Северный Брабант) — нидерландский футболист, полузащитник. Провёл один матч в составе национальной сборной Нидерландов.

## Карьера
Баккал дебютировал в основной команде ПСВ в сезоне 2003/04, затем провёл три сезона в аренде в клубах «Ден Босх», «Эйндховен», «Твенте».
10 июля 2012 года Баккал подписал трёхлетний контракт с московским «Динамо». 25 августа 2012 года, Отман дебютировал за новый клуб в матче против «Локомотива».Сыграл всего 4 матча и был переведён в дубль. 31 августа 2013 года контракт футболиста и клуба был расторгнут по обоюдному согласию сторон.

## Статистика

### Выступления за клубы
| Сезон   | Клуб      | Соревнование   | Матчи | Голы |
| ------- | --------- | -------------- | ----- | ---- |
| 2003/04 | ПСВ       | Eredivisie     | 2     | 0    |
| 2004/05 | ПСВ       | Eredivisie     | 0     | 0    |
| 2004/05 | Ден Босх  | Eredivisie     | 6     | 0    |
| 2005/06 | Эйндховен | Eerste Divisie | 33    | 8    |
| 2006/07 | Твенте    | Eredivisie     | 31    | 3    |
| 2007/08 | ПСВ       | Eredivisie     | 31    | 8    |
| 2008/09 | ПСВ       | Eredivisie     | 28    | 5    |
| 2009/10 | ПСВ       | Eredivisie     | 31    | 11   |
| 2010/11 | ПСВ       | Eredivisie     | 25    | 1    |
| 2011/12 | ПСВ       | Eredivisie     | 1     | 0    |
| 2012/13 | Динамо    | РФПЛ           | 4     | 0    |
| Всего   | Всего     | Всего          | 192   | 36   |

### Матчи Баккала за сборную Нидерландов
| Матчи Баккала за сборную Нидерландов | Матчи Баккала за сборную Нидерландов | Матчи Баккала за сборную Нидерландов | Матчи Баккала за сборную Нидерландов | Матчи Баккала за сборную Нидерландов | Матчи Баккала за сборную Нидерландов |
| ------------------------------------ | ------------------------------------ | ------------------------------------ | ------------------------------------ | ------------------------------------ | ------------------------------------ |
| №                                    | Дата                                 | Соперник                             | Счёт                                 | Голы Баккала                         | Соревнование                         |
| 1                                    | 18 ноября 2009                       | Парагвай                             | 0:0                                  | —                                    | Товарищеский матч                    |

Итого: 1 матч / 0 голов; 0 побед, 1 ничья, 0 поражений.